# Orthocladius spitzbergensis
Orthocladius spitzbergensis är en tvåvingeart som först beskrevs av Jean-Jacques Kieffer 1919.  Orthocladius spitzbergensis ingår i släktet Orthocladius och familjen fjädermyggor.
Artens utbredningsområde är Grönland. Inga underarter finns listade i Catalogue of Life.